# Aliculastrum cylindricum
Aliculastrum cylindricum is een slakkensoort uit de familie van de Haminoeidae. De wetenschappelijke naam van de soort is voor het eerst geldig gepubliceerd in 1779 door Helbling.